# Khassukha Magomàdov
Khassukha Magomàdov va ser un abrek txetxè, considerat l'últim bandoler llegendari de les muntanyes del nord del Caucas. Va néixer el 1905 al petit poble muntanyenc de Gatin-Kali, al raion de Xatoi. El seu pare va morir quan ell tenia 18 anys, i va haver de fer-se càrrec de la seva família. Va aprendre àrab i a llegir l'Alcorà. Va ser detingut per un assassinat el 1939, però va poder fugir de la presó. Amagat a les muntanyes entre Txetxènia i Geòrgia, va protagonitzar actes de bandolerisme i atacs de guerrilla, i algunes fonts el situen lluitant amb els insurgents Hasan Israilov i Mairbek Sheripov. Considerat un col·laboracionista nazi pels soviètics, i un heroi intrèpid per la cultura popular txetxena, va poder escapar de les deportacions que Stalin va ordenar per al poble txetxè. Segons fonts que citen documents oficials de l'RSS Autònoma de Txetxènia-Inguíxia, entre 1939 i 1976 se li van atribuir a Magomàdov uns trenta assassinats, inclòs el del màxim responsable regional de la KGB el tinent-coronel Salko. El 28 de març de 1976 va ser executat en una acció militar i del KGB, tot i que segons alguns relats Magomadov ja estava malalt i moribund.